# 로렌초 캄페지오

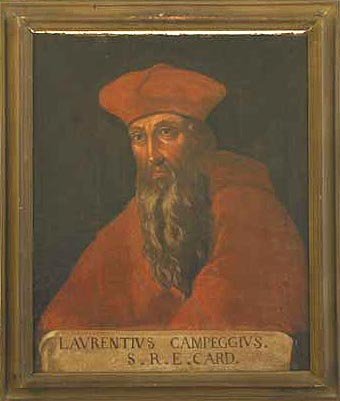
로렌초 캄페지오

로렌초 캄페지오(이탈리아어: Lorenzo Campeggio, 1471년 또는 1472년 - 1539년)는 이탈리아인 추기경이자 정치인이다. 1528년 교황청 특사자격으로 런던에 가서 헨리 8세의 이혼(혼인무효)을 위해 열린 소송에서 재판장을 맡았다.

## 어린 시절
캄페지오는 밀라노에서 다섯 형제 가운데 맏이로 태어났다. 1500년 그는 볼로냐에서 교회법과 시민법의 박사학위를 취득했으며 프란체스카 구아스타빌라니와 결혼하여 다섯 명의 아이를 두었다. 1509년 아내가 죽자 캄페지오는 교황 율리오 2세에 의해 서품되어 성직자로서의 삶을 살게 되었다.
그는 곧 피사 공의회에 반대하는 신성 로마 제국의 막시밀리안 1세와 밀라노 공작 등 두 군주에게 외교 사절로 파견되었는데, 막시밀리안 1세에게는 1512년에 펠트레 교구(1520년까지 유지)를 주었다. 1513년 그는 오스만 제국에 대항하는 동맹을 찾으려고 독일로 돌아갔다.

## 추기경
교황 레오 10세는 그를 1517년 7월 1일 추기경으로 서임시켰으며, 막시밀리안은 그를 신성 로마 제국의 보호 추기경으로 삼았다. 1518년 3월 3일에 그는 레오 10세의 평화 정책의 일환으로 잉글랜드 왕국으로 건너갔다. 토머스 울지는 동맹을 위해서 잉글랜드에 도착한 캄페지오를 위해 차입금의 이용을 허락하였다. 1518년 평화를 이룩하기 위한 런던 조약이 체결되었다.
캄페지오는 1523년 1월 22일 잉글랜드의 보호 추기경에 임명되었다. 평상시 그는 잉글랜드의 사정에 깊이 관여하지 않았지만, 추기경회의의 주교 서임 문제에는 개입하였다. 1522년 교황 하드리아노 6세가 선출된 후 그는 로마 교황청에서 근무하였다.
캄페지오는 교황 중심의 관료 정치를 과감하게 개혁하고자 했던 하드리아노를 위해 그의 《De depravato statu ecclesiae》를 집필했다. 1524년 12월 2일에 그는 1518년에 이미 약조되었던 솔즈베리 교구를 넘겨받았다. 1523년 교황 클레멘스 7세가 선출된 후 캄페지오의 권력은 한층 더 커졌다. 클레멘스는 그를 1523년 12월 2일에는 볼로냐의 교구장으로, 1524년 1월 9일에는 뉘른베르크 의회의 교황 특사로 임명하였다.

## 헨리 8세의 이혼

### 교황 특사
1526년 황제 카를 5세의 세력을 이탈리아에서 몰아내기 위해 프랑스, 교황령, 밀라노, 베네치아, 페라라가 군사동맹을 맺고 코냑동맹 전쟁을 일으켰다. 초반전쟁은 코냑동맹에게 유리하게 흐르는듯 했으나 이내 역전되었다. 황제가 고용한 용병들이 밀라노를 장악한후 로마로 남하했다. 1527년 5월 6일 제국군은 로마를 점령했고 약탈을 자행했다. 이때 캄페지오는 모든 것을 잃어버렸다. 교황은 산탄젤로 성에 숨어지내다가 12월 6일 탈출하여 오르비에토로 도망갔다.
헨리 8세로부터 특사로 임명받은 윌리엄 나이트가 이탈리아로 비밀리에 파견되었다. 1527년 12월 중순에 교황을 알현한 윌리엄 나이트는 헨리 8세와 그의 왕비 캐서린간에 이혼(혼인무효)을 허락해 달라고 요청했다. 왕비 캐서린은 황제 카를 5세의 이모였기에 입장이 난처해진 교황은 기존 결혼에 문제가 없는 것 같다는 애매한 말만 하였다. 1528년 1월에 헨리 8세는 로마로 특사를 다시 파송했고 그해 3월에 교황을 알현한 잉글랜드 특사는 이혼허락을 요청했다. 교황의 태도는 전과 같았고 다만 교황특사를 재판장으로 하는 이혼소송의 진행을 허락하였다.
1528년 6월 8일 교황을 대리하는 전권을 위임받은 교황 특사로 캄페지오가 지명되었다. 잉글랜드의 정세에 대한 대처가 시급했기 때문에 캄페지오가 잉글랜드로 가기로 했다. 울지와 헨리 8세는 캄페지오와 울지의 합동 재판에서 헨리 8세의 아라곤의 캐서린 간 혼인 무효 문제에 대한 자신들의 의견을 캄페지오가 지지해줄 것으로 기대하였다. 하지만, 캄페지오는 이미 교황이 허락한 혼인의 정당성을 지지하여 합법적이라고 판단을 내린 상태였다.

### 런던 도착
1528년 9월 29일 런던에 도착했다. 잉글랜드 왕의 혼인 무효 문제를 다루고자 설치한 특별 법원의 판사가 되었다. 1529년 5월 31일 런던 블랙브라이어스에서 교황청 법정이 열렸다. 당시 클레멘스는 아라곤의 캐서린의 조카인 신성 로마 제국의 카를 5세의 손아귀에 놓여 있었기 때문에 헨리 8세의 혼인 무효 신청을 들어주기에는 거의 불가능한 상황이었다.
당시 법정의 주요 쟁점은 헨리와 캐서린의 혼인을 위해 과거 율리오 교황이 내렸던 관면의 유효성에 관한 것이었다. 캐서린은 캄페지오에게 자신의 소유물에서 혼인 무효에서 벗어나게 해준다는 교황의 관면장을 보여주었다. 1529년 7월 23일 캄페지오는 소송을 무기한 연기한다고 선언하였다.

### 귀국
캄페지오는 로마로 돌아오던 길에 볼로냐에서 황제 카를 5과 교황 클레멘스 7세를 만났다. 교황은 캄페지오에게 도차 성을 주었으며, 황제는 캄페지오를 자신의 후원 아래 두었다. 카를은 나중에(1530년 9월 2일) 캄페지오에게 우에스카의 스페인 주교구를 주었으며, 이는 그가 1534년 6월 17일 크레타섬의 교구장이 될 때까지 유지되었다(1536년까지). 게다가 1532년에는 캄페지오의 아들 잔 바티스타가 마요르카의 주교로 서임되었다. 1530년 아우구스부르크 회의에서 캄페지오는 교황 특사로 참여하여 필리프 멜란히톤과의 교섭을 수행하였다.
1531년 5월 20일 헨리 8세는 교황 특사였던 캄페지오를 내쫓았다. 1533년 8월에 그는 솔즈베리로부터의 수익을 차단당하고, 1534년 3월 21일에는 의회의 결의에 따라 교구의 소유권을 박탈당하였다.

## 사망
캄페지오는 1535년 헨리 8세의 파문을 다룬 위원회의 위원이 되었다. 그는 죽을 때까지 독일의 보호자로 남았으며 동시에 가족의 미래를 위해 정력을 기울여 그의 두 아들과 두 형제 그리고 조카 한 명 모두 주교가 될 수 있게 하였다. 그는 1539년 7월 25일 예순일곱 살의 나이에 선종하였다. 그의 시신은 산타 마리아 인 트라스테베레 성당에 안장되었다.